# Sniper (série de films)
Pour les articles homonymes, voir Sniper (homonymie).
Sniper est une série de films de guerre et d'action qui a commencé avec le film Sniper de 1993, centré sur les personnages du Master Gunnery Sergeant Thomas Beckett (Tom Berenger) et du Gunnery Sergeant Brandon Beckett (Chad Michael Collins), qui servent comme tireurs d'élite dans le Corps des Marines des États-Unis,,.

## Films
| Film                                                   | Date de sortie aux États-Unis | Réalisation      | Scénario                               | Production                                        |
| ------------------------------------------------------ | ----------------------------- | ---------------- | -------------------------------------- | ------------------------------------------------- |
| Sniper                                                 | 29 janvier 1993               | Luis Llosa       | Michael Frost Beckner et Crash Leyland | Robert L. Rosen                                   |
| Sniper 2                                               | 28 décembre 2002              | Craig R. Baxley  | Ron Mita et Jim McClain                | Carol Kottenbrook et Scott Einbinder              |
| Sniper 3                                               | 28 septembre 2004             | PJ Pesce         | JS Cardone e Ross Helford              | Carol Kottenbrook et Scott Einbinder              |
| Sniper: Reloaded                                       | 26 avril 2011                 | Claudio Fah      | João Fasano                            | Claudio Fäh et David Wicht                        |
| Sniper: Legacy                                         | 30 septembre 2014             | Dom Miguel Paulo | John Fasano et Don Michael Paul        | Jeffery Beach, Phillip J. Roth et Scott Einbinder |
| Sniper: Ghost Shooter                                  | 2 août 2016                   | Dom Miguel Paulo | Chris Hauty                            | Jeffery Praia et Phillip Roth                     |
| Sniper: Ultimate Kill                                  | 3 octobre 2017                | Claudio Fah      | Chris Hauty                            | David Zelon                                       |
| Sniper: Assassin's End                                 | 16 juin 2020                  | Kaare Andrews    | Oliver Thompson                        | Greg Malcolm, Vicki Sotheran et Oliver Thompson   |
| Sniper: Rogue Mission                                  | 16 août 2022                  | Oliver Thompson  | Oliver Thompson                        | Rhonda Baker, Bay Dariz et Mark Montague          |
| Sniper: G.R.I.T. – Global Response & Intelligence Team | 26 septembre 2023             | Oliver Thompson  | Oliver Thompson                        | Bay Dariz et Paul Parker                          |

### Sniper(1993)
Le Master Gunnery Sergeant Thomas Beckett, un tireur d'élite expérimenté, et Richard Miller sont envoyés en mission pour assassiner un général panaméen impliqué dans le trafic de drogue.

### Sniper 2(2002)
Thomas Beckett et Jake Cole sont chargés d'assassiner un général serbe responsable d'attaques de nettoyage ethnique.

### Sniper 3(2004)
Le tireur d'élite Thomas Beckett est engagé par les agents de la NSA William Avery et Richard Addis pour mener une opération secrète visant à éliminer un chef de file terroriste présumé en République populaire du Vietnam qui apportait son soutien à la Jemaah Islamiyah.

### Sniper: Reloaded(2011)
Avec l'aide de Richard Miller, le sergent de marine Brandon Beckett, fils de Thomas Beckett, reprend le flambeau établi par son père et part en mission avec l'ONU en République démocratique du Congo.

### Sniper: Legacy(2014)
Après l'assassinat de chefs militaires, le Gunnery Sergeant Brandon Beckett apprend que son père est l'un d'entre eux. En tentant de retrouver le tueur, Brandon découvre que son père n'est pas mort, réalisant qu'il est utilisé comme appât.

### Sniper: Ghost Shooter(2016)
Le Gunnery Sergeant Brandon Beckett se voit confier une nouvelle mission : protéger un gazoduc géorgien des terroristes parrainés par les Arabes. Cependant, les choses se compliquent lorsqu'un tireur d'élite terroriste professionnel nommé Ravshan Gazakov entre dans la mêlée.

### Sniper: Ultimate Kill(2017)
Le Gunnery Sergeant Brandon Beckett est chargé de protéger l'agent de la DEA, Kate Estrada, d'un tireur d'élite du cartel colombien connu sous le nom de "El Diablo".

### Sniper: Assassin's End(2020)
Le sniper légendaire Thomas Beckett et son fils, le tireur d'élite des opérations spéciales Brandon Beckett, fuient la CIA, les mercenaires russes et un assassin formé par Yakuza avec des compétences de tireur d'élite qui rivalisent avec celles des deux tireurs d'élite légendaires.

### Sniper: Rogue Mission(2022)
Lorsqu'un agent fédéral corrompu est impliqué dans un réseau de trafic sexuel, le sniper et recrue de la CIA Brandon Beckett fait équipe avec des alliés de son passé, l'agent Zeke « Zero » Rosenberg et l'assassin Yuki « Lady Death » Mifune, pour découvrir l'identité de l'agent corrompu. et démanteler l'organisation criminelle,,.

### Sniper: G.R.I.T. – Global Response & Intelligence Team(2023)
Lorsqu'une secte terroriste internationale menace la stabilité politique mondiale et kidnappe un autre agent, le Sniper Ace Brandon Beckett et la nouvelle équipe mondiale de réponse et de renseignement - ou GRIT - dirigée par le colonel Stone doivent voyager à travers le monde jusqu'à Malte, s'infiltrer dans la secte et l'éliminer son chef pour libérer Lady Death et mettre fin à la menace mondiale.

## Casting et équipe

### La distribution principale
| Personnages                         | Filmes       | Filmes          | Filmes       | Filmes               | Filmes               | Filmes                | Filmes                | Filmes                 | Filmes                | Filmes                                                 |
| Personnages                         | Sniper       | Sniper 2        | Sniper 3     | Sniper: Reloaded     | Sniper: Legacy       | Sniper: Ghost Shooter | Sniper: Ultimate Kill | Sniper: Assassin's End | Sniper: Rogue Mission | Sniper: G.R.I.T. – Global Response & Intelligence Team |
| Personnages                         | 1993         | 2002            | 2004         | 2011                 | 2014                 | 2016                  | 2017                  | 2020                   | 2022                  | 2023                                                   |
| ----------------------------------- | ------------ | --------------- | ------------ | -------------------- | -------------------- | --------------------- | --------------------- | ---------------------- | --------------------- | ------------------------------------------------------ |
| Master Gunnery Sergeant Tom Beckett | Tom Berenger | Tom Berenger    | Tom Berenger | Mentionné            | Tom Berenger         | Mentionné             | Tom Berenger          | Tom Berenger           |                       |                                                        |
| Brandon Beckett                     |              |                 |              | Chad Michael Collins | Chad Michael Collins | Chad Michael Collins  | Chad Michael Collins  | Chad Michael Collins   | Chad Michael Collins  | Chad Michael Collins                                   |
| Richard Miller                      | Billy Zane   | Mentionné       |              | Billy Zane           |                      | Billy Zane            | Billy Zane            |                        |                       |                                                        |
| Colonel Chester Van Damme           | J. T. Walsh  |                 |              |                      |                      |                       |                       |                        |                       |                                                        |
| Caporal Doug Papich                 | Aden Young   |                 |              |                      |                      |                       |                       |                        |                       |                                                        |
| Jake Cole                           |              | Bokeem Woodbine |              |                      |                      |                       |                       |                        |                       |                                                        |
| Pavel                               |              | Tamás Puskás    |              |                      |                      |                       |                       |                        |                       |                                                        |
| Agent de la CIA James Eckles        |              | Dan Butler      |              |                      |                      |                       |                       |                        |                       |                                                        |
| Colonel Dan McKenna                 |              | Linden Ashby    | Mentionné    |                      |                      |                       |                       |                        |                       |                                                        |
| Directeur de la CIA Bill Avery      |              |                 | Denis Arndt  |                      |                      |                       |                       |                        |                       |                                                        |
| Paul "Finn" Finnegan                |              |                 | John Doman   |                      |                      |                       |                       |                        |                       |                                                        |
| Détective Quan                      |              |                 | Byron Mann   |                      |                      |                       |                       |                        |                       |                                                        |
| Lieutenant Ellen Abramowitz         |              |                 |              | Annabel Wright (de)  |                      |                       |                       |                        |                       |                                                        |
| Martin Chandler                     |              |                 |              | Patrick Lyster       |                      |                       |                       |                        |                       |                                                        |
| Colonel Ralf Jäger                  |              |                 |              | Richard Sammel       |                      |                       |                       |                        |                       |                                                        |
| Major Guy Bidwell                   |              |                 |              |                      | Dominic Mafham       | Dominic Mafham        |                       |                        |                       |                                                        |
| Gabriel "Le Colonel" Stone          |              |                 |              |                      | Dennis Haysbert      | Dennis Haysbert       |                       | Mentionné              | Dennis Haysbert       | Dennis Haysbert                                        |
| Kate Estrada                        |              |                 |              |                      |                      |                       | Danay García          |                        |                       |                                                        |
| Agent John Samson                   |              |                 |              |                      |                      |                       | Joe Lando             |                        |                       |                                                        |
| Zeke "Zero" Rosenberg               |              |                 |              |                      |                      |                       |                       | Ryan Robbins           | Ryan Robbins          | Ryan Robbins                                           |
| Yuki "Lady Death" Mifune            |              |                 |              |                      |                      |                       |                       | Sayaka Akimoto         | Sayaka Akimoto        | Luna Fujimoto                                          |
| Gildie                              |              |                 |              |                      |                      |                       |                       |                        | Brendan Sexton III    |                                                        |
| Pete                                |              |                 |              |                      |                      |                       |                       |                        | Josh Brener           | Josh Brener                                            |

### Équipe supplémentaire
| Équipe      | Films                                  | Films                                  | Films                                  | Films                                                           | Films                                                               | Films                                  | Films                                  | Films                                  | Films                                  |
| Équipe      | Sniper                                 | Sniper 2                               | Sniper 3                               | Sniper: Reloaded                                                | Sniper: Legacy                                                      | Sniper: Ghost Shooter                  | Sniper: Ultimate Kill                  | Sniper: Assassin's End                 | Sniper: Rogue Mission                  |
| ----------- | -------------------------------------- | -------------------------------------- | -------------------------------------- | --------------------------------------------------------------- | ------------------------------------------------------------------- | -------------------------------------- | -------------------------------------- | -------------------------------------- | -------------------------------------- |
| Direction   | Luis Llosa                             | Craig R. Baxley                        | P. J. Pesce                            | Claudio Fäh                                                     | Don Michael Paul                                                    | Don Michael Paul                       | Claudio Fäh                            | Kaare Andrews                          | Olivier Thompson                       |
| Composition | Gary Chang                             | Gary Chang                             | Tim Jones                              | David Safritz et Marcus Trampp                                  | Frederik Wiedmann                                                   | Frederik Wiedmann                      | Frederik Wiedmann                      | Patrick Caird                          | Olivier Thompson                       |
| Scénario    | Michael Frost Beckner et Crash Leyland | Ron Mita et Jim McClain                | J. S. Cardone et Ross Helford          | Scénario de John Fasano Histoire de Ross Helford et John Fasano | Scénario de John Fasano et Don Michael Paul Histoire de John Fasano | Chris Hauty                            | Chris Hauty                            | Olivier Thompson                       | Olivier Thompson                       |
| Personnages | Michael Frost Beckner et Crash Leyland | Michael Frost Beckner et Crash Leyland | Michael Frost Beckner et Crash Leyland | Michael Frost Beckner et Crash Leyland                          | Michael Frost Beckner et Crash Leyland                              | Michael Frost Beckner et Crash Leyland | Michael Frost Beckner et Crash Leyland | Michael Frost Beckner et Crash Leyland | Michael Frost Beckner et Crash Leyland |